# 中嶋修武
中嶋 修武（なかじま おさむ、1958年7月6日 - ）は、日本の元俳優。身長171cm。体重67kg。
新潟県出身。アーバンアクターズに所属していた。

## 出演作品

### テレビドラマ
- 火曜ミステリー劇場 豆腐屋直次郎の裏の顔 第3作「時効まで一週間・波止場のカジノの金庫をねらえ!」（1991年）
- 刑事・鬼貫八郎
  - 第6作「十六年目の殺人」（1996年）
  - 第9作「沈黙の函」（1999年）
- エコエコアザラク（1997年）
- ウルトラシリーズ
  - ウルトラマンティガ 第21話「出番だデバン!」（1997年） - 「ゆかいな仲間たち」団員
  - ウルトラマンダイナ（1997年 - 1998年） - ミジー・カマチェンコ
    - 第13話「怪獣工場」（1997年）※「中島修」と誤記
    - 第30話「侵略の脚本（シナリオ）」（1998年）

  - ウルトラマンガイア 第39話「悲しみの沼」（1999年） - 強盗犯・不動
- ブースカ! ブースカ!! 第7話「怪奇・銭魂大パニック」（1999年） - 釜野茶釜
- 刑法第三十九条 フラッシュ・バック（2001年）
- 天国への階段 第9話「悲痛最愛の人の命が…!!」（2002年）
- 幻星神ジャスティライザー（2004年 - 2005年） - 吉岡教授
- 明智小五郎VS金田一耕助（2005年）
- OUT LIMIT（2005年）
- アルバイト探偵（2006年）
- 吉祥天女 第5話（2006年）
- 相棒 Season 5 第1話「杉下右京・最初の事件〜22年前の夜の秘密」（2006年） - 被災地職員
- 生物彗星WoO 第9話「追いつめられて」・第10話「ごめんね小太郎」（2006年） - 自警団員
- 土曜ワイド劇場 さくら署の女たち（2006年）
- 怪奇大作戦 セカンドファイル 第2話「昭和幻燈小路」（2007年） - 葉山

### 映画
- 凶気の桜（2002年）
- 13階段（2003年）
- 九転十起の男 -浅野総一郎の青春（2006年）
- 監督・ばんざい!（2007年）

### Vシネマ
- 新・静かなるドン（1997年 - 2001年） - 新撰組幹部・原田
- ウルトラマンダイナ 帰ってきたハネジロー（2001年） - ミジー・カマチェンコ

### 舞台
- 座頭市（2007年 - 2008年）
- まぜたらせっけん
- リストラバケーション
- 林檎-RINGO

| スタブアイコン | サブスタブ | この項目は、まだ閲覧者の調べものの参照としては役立たない、俳優（男優・女優）に関連した書きかけの項目です。この項目を加筆・訂正などしてくださる協力者を求めています（P:映画/PJ芸能人）。 |